# Пембрук (Џорџија)
Пембрук (Џорџија) (енгл. Pembroke) град је у америчкој савезној држави Џорџија. По попису становништва из 2010. у њему је живело 2.196 становника.

## Демографија
Према попису становништва из 2010. у граду је живело 2.196 становника, што је 183 (7,7%) становника мање него 2000. године.
| Група             | 2000.         | 2010.         |
| Белци             | 1.394 (58,6%) | 1.298 (59,1%) |
| Афроамериканци    | 905 (38,0%)   | 759 (34,6%)   |
| Азијати           | 10 (0,4%)     | 28 (1,3%)     |
| Хиспаноамериканци | 39 (1,6%)     | 71 (3,2%)     |
| Укупно            | 2.379         | 2.196         |